# Paramunna capensis
Paramunna capensis is een pissebed uit de familie Paramunnidae. De wetenschappelijke naam van de soort is voor het eerst geldig gepubliceerd in 1914 door Ernst Vanhöffen.
Vanhöffen verzamelde deze kleine soort (0,5 mm lang) in 1903 in de haven van Simonstown aan  Kaap de Goede Hoop tijdens de expeditie van het Duitse onderzoeksschip Gauss naar het Zuidpoolgebied, onder de leiding van Erich von Drygalski in 1901-1903.